# Hans Surén
Hans Surén (* 10. Juni 1885 in Berlin; † 17. Februar 1972 ebenda) war deutscher Offizier, Buchautor und ein Vorkämpfer des Naturismus.

## Leben
Der Sohn eines Hauptmannes im Großen Generalstab schlug der Familientradition entsprechend die Offizierslaufbahn ein. Er wurde 1905 Leutnant im Eisenbahnregiment 3 in Berlin und Hanau. Am 22. Juli 1912 erlangte er auf dem Flugplatz Johannisthal das Flugzeugführer-Zeugnis Nr. 260 und zählt somit zu den „Alten Adlern“, jenen Piloten, die vor dem Ersten Weltkrieg in Deutschland erfolgreich ihre Flugausbildung absolvierten. 1913 wurde er Oberleutnant der Kaiserlichen Schutztruppe für Kamerun. Während des Ersten Weltkriegs war Surén am Garnisonsort Garua im Norden der Kolonie stationiert. Unter seiner Mitwirkung entstanden dort zahlreiche Wehrschanzen gegen Angriffe aus der Nachbarkolonie Nigeria. 1915 geriet er in britische Kriegsgefangenschaft. 1917 wurde er in die neutrale Schweiz ausgetauscht und bald danach nach Deutschland entlassen. Bis März 1919 nahm er an Kämpfen in Südrussland und in der Türkei teil. Er beendete zunächst die militärische Laufbahn mit dem Dienstgrad eines Majors. Seine Kriegserlebnisse in Afrika schilderte Surén später in seinem Buch Kampf um Kamerun.
Die englische Kriegsgefangenschaft, in die er 1915 geriet, öffnete ihm möglicherweise den Weg zum Sport. Schon 1907 konnte Surén einen Punching-Ball aus England übernehmen und hatte – weil für Offiziere verboten, unter falschen Namen – Boxen, Ringen, Fechten, Hanteltraining, Rudern und Reckturnen ausgeübt. Um Turngeräte erwerben zu können, lebte er spartanisch. Er absolvierte bei jeglicher Witterung nachts unbekleidet einen Dauerlauf. Hier deutete sich bereits seine Neigung zur Freikörperkultur an. Später ließ er sich auch nackt mit dem Punching-Ball fotografieren.
Von 1919 bis 1924 war Surén Leiter und Lehrer der Heeresschule für Leibesübungen Wünsdorf bei Berlin. In seinen Lehrgängen für Leibesübungen entwarf er ein neues körperliches Leitbild für das Militär und für Männer überhaupt: Sie sollten nervenstark, witterungsresistent und durchtrainiert sein. 1920 veröffentlichte er sein erstes Buch Leibesübungen, das das Reichswehrministerium 1920 zur Anschaffung empfahl. Statt zu exerzieren, sollten die Soldaten jetzt Gymnastik betreiben, u. a. mit dem nach seinen Angaben gefertigten Medizinball. Er propagierte das Werfen schwerer Gegenstände sowie den Nacktlauf und das Trainieren im sogenannten Sportlehmbad. Der am Rande des Truppenübungsplatz Wünsdorf gelegene Motzener See entwickelte sich durch ihn zu einem Zentrum der Freikörperkultur in der Weimarer Republik.
1924 verließ das Militär und begann eine Tätigkeit als freier Sportschriftsteller. Dabei versuchte er hauptsächlich die Jugend zu Freiluft- und Sonnenleben, zu gesunder, harter Leibesübung auf gymnastischer Grundlage sowie zur Einfachheit und Naturverbundenheit hinzuführen. In seinem bekanntesten Buch Der Mensch und die Sonne (1924) legte er seine Gedanken zum sportlichen und nackten Leben in der Sonne dar. Zahlreiche Fotografien zeigen ihn nackt im Kreise seiner Schüler. Dieses Buch wurde zu einem Bestseller mit Weltgeltung: Bereits in den ersten beiden Jahren nach Erscheinen erlebte es 61 Auflagen, bis Ende des Zweiten Weltkrieges verkaufte es sich 250.000-mal. Mehrere Auflagen wurden ins Englische übersetzt.
Eine Überarbeitung erschien 1936 unter dem Titel Mensch und Sonne – Arisch-olympischer Geist mit stark rassistischem Einschlag und zahlreichen Zitaten aus Hitlers Buch Mein Kampf. So verteufelte er Juden („…orientalisches, jüdisches Nomadengift…“(S. 53)) und zitierte ausgiebig Goebbels, Rosenberg und Hitler. Adolf Hitler kannte Suréns Buch und verehrte ihn und seine Ideen. Es wurde nie bekannt, was Surén zu dieser rassistischen Ausformulierung, vielleicht auch Änderung, seiner Position veranlasste. Für ihn spricht jedoch, dass er zwar vor 1933 Aufsätze in FKK-Zeitschriften veröffentlichte, niemals aber einen Aufsatz in der NS-nahen Publikation Deutsche Leibeszucht.
Später wurde er noch einmal vorübergehend als Inspekteur („Oberstarbeitsführer“) für Leibeserziehung im RAD (Reichsarbeitsdienst) eingesetzt. 1920 heiratete Surén Aenne Bodenstein. Die Ehe blieb kinderlos.
1941 wurde Surén wegen Amtsanmaßung und Führen eines falschen Titels angeklagt und 1942 wegen öffentlichen Masturbierens aus der NSDAP ausgeschlossen und zu einer Geldstrafe verurteilt. Die letzten Jahre des Naziregimes verbrachte Surén im Zuchthaus Brandenburg.
Nach 1945 zog sich Hans Surén vollkommen zurück, weil er an einem philosophischen Werk Sinn unseres Lebens arbeitete. Es ist nicht bekannt, ob es vollendet und verlegt wurde. Suréns Bücher gelten – abgesehen von Zitaten – als sachlich und verschafften der FKK-Bewegung viele neue Anhänger. Surén selbst gehörte jedoch nie einer FKK-Vereinigung an.